# 철원교육도서관
철원교육도서관은 대한민국 강원특별자치도 철원군 철원읍 소재의 도서관이다.

## 연혁
- 1987. 03. 27 철원군 공공도서관 설치 및 운영조례 공포
- 1988. 01. 12 철원군 공공도서관 개관
- 1991. 03. 26 철원 도서관으로 명칭 변경
- 2001. 02. 20 강원도철원평생학습관 지정
- 2003. 11. 14 철원도서관 디지털 자료실 개실
- 2013. 03. 01 철원교육도서관으로 명칭변경
- 2016. 03. 01 춘천교육문화관 철원분관으로 조직개편 (강원도교육규칙 제738호 2016.2.29.전부개정)

## 시설현황
- 2층: 강의실, 디지털자료실
- 1층: 일반열람실, 어린이 및 종합자료실

## 이용 안내
이용 시간
- 일반열람실: 매일 08:00 ~ 23:00
- 종합자료실 및 어린이자료실: 평일 09:00 ~ 19:00 / 토ㆍ일요일 09:00 ~ 18:00
- 디지털자료실: 매일 09:00 ~ 17:00

휴관일
- 매주 월요일
- 국경일(일요일 제외)
- 기타 관장이 필요하다고 지정하는 날